# 龙泉街道 (昭通市)
龙泉街道，是中华人民共和国云南省昭通市昭阳区下辖的一个乡镇级行政单位。

## 行政区划
龙泉街道下辖以下地区：
北正街社区、东菜园社区、建设北街社区、德育街社区、公园路社区、东正街社区、龙泉路社区、崇义街社区、环城北路社区、下排街社区、爱民路社区、珠泉路社区、巩固社区、官坝社区、白坡社区、长利社区、集中社区、春晖社区和枫园社区。